# Nordiska Margarinfabriken
AB Nordiska Margarinfabriken var ett industriföretag i Stockholm.
Företaget grundades 1933 av Malte Göransson (1898–1970) och tillverkade margarin, kokosfett och matolja. Företaget var ursprungligen beläget på Katarina Bangata 6 på Södermalm, men flyttade 1942 till Sickla. År 1947 hade företaget 25 anställda. Företaget innehade varumärkena "Bryné", "Brynella" och "Carina" för margarin samt "Gyllenolja Huilor" för matolja. Företaget startade även, troligen 1947, glasstillverkning, vilken kom bedrivas i dotterbolaget Gille-Glace AB, vilket 1963 uppgick i Unilever, som fortsatte att driva verksamheten under namnet Trollhätteglass.
Ett avtal om teknisk samverkan mellan Nordiska Margarinfabriken, dotterbolaget Gille-Glace och den engelska glasstillverkaren Walls tecknades vid årsskiftet 1960/1961. Margarintillverkningen upphörde omkring den 1 april 1961, för att ge plats åt glasstillverkningen i dotterbolaget Gille-Glace. Nordiska Margarinfabriken hade då 74 tjänstemän och 57 arbetare.